# Wanganui Herald
Der Wanganui Herald war eine regionale Tageszeitung in Neuseeland mit Sitz in Wanganui.

## Geschichte
Der Wanganui Herald erschien erstmals am 4. Juni 1867 als Abendzeitung unter dem Namen Evening Herald. Herausgeber war John Ballance, späterer Premierminister des Landes, zusammen mit seinem Partner A. D. Willis. Ballance, der erst 1876 das Blatt in Wanganui Herald umbenannte, positionierte seine Zeitung als Sprachrohr liberalen Gedankengutes in Opposition zu dem 1856 gegründeten Wanganui Chronicle.
Von 1869 bis 1906 wurde von der Zeitung zusätzlich der Weekly Herald, später in Yeoman umbenannt, herausgegeben. Von 1926 gab das Blatt im Innenteil zusätzlich eine Kinderzeitung heraus, zu dieser Zeit etwas Neues in Neuseeland.
1971 kam der Wanganui Herald zusammen mit dem Wanganui Chronicle in eine Hand, wurde aber weiterhin getrennt vom Chronicle als Abendblatt herausgegeben. 1986 wurde der Wanganui Herald dann schließlich als Tageszeitung eingestellt und unter dem Namen Wanganui Midweek nur noch als Community-Paper herausgeben.